# Liste der bayerischen Gesandten in Griechenland
Dies ist eine Liste der bayerischen Gesandten in Griechenland.

## Gesandte
1835: Aufnahme diplomatischer Beziehungen
- 1835 Egid von Kobell (1772–1847)
- 1837–1841: Klemens von Waldkirch (1806–1858)
- 1841–1843: Otto von Bray-Steinburg (1807–1899)
- 1843–1847: Carl von Grasser (1783–1855)
- 1847–1853: Maximilian Joseph Freiherr Pergler von Perglas (1817–1893)
- 1853–1854: Wolfgang von Thüngen (1814–1888)
- 1855–1859: Maximilian von Feder (1802–1869)
- 1859–1863: Ferdinand von Hompesch-Bollheim (1824–1913)

1863: Auflösung der Gesandtschaft